# Oussoy-en-Gâtinais
Oussoy-en-Gâtinais ist eine französische Gemeinde mit 423 Einwohnern (Stand: 1. Januar 2022) im Département Loiret in der Region Centre-Val de Loire. Sie ist Teil des Kantons Lorris im Arrondissement Montargis. Die Einwohner werden Oussoyens genannt.

## Geographie
Oussoy-en-Gâtinais liegt etwa 56 Kilometer ostnordöstlich von Orléans. Umgeben wird Oussoy-en-Gâtinais von den Nachbargemeinden Lombreuil im Norden, Vimory im Norden und Nordosten, Saint-Hilaire-sur-Puiseaux im Osten, Varennes-Changy im Süden und Südosten, Montereau im Südwesten, La Cour-Marigny im Westen sowie Thimory im Nordwesten.
Am östlichen Rand der Gemeinde führt die Autoroute A77 entlang.

## Bevölkerungsentwicklung
| 1962                       | 1968 | 1975 | 1982 | 1990 | 1999 | 2006 | 2018 |
| -------------------------- | ---- | ---- | ---- | ---- | ---- | ---- | ---- |
| 360                        | 362  | 331  | 319  | 333  | 339  | 388  | 411  |
| Quellen: Cassini und INSEE |      |      |      |      |      |      |      |

## Sehenswürdigkeiten

Kirche Saint-Pierre

- Kirche Saint-Pierre